# 1928-as magyar asztalitenisz-bajnokság
Az 1928-as magyar asztalitenisz-bajnokság a tizenkettedik magyar bajnokság volt. A bajnokságot április 5. és 9. között rendezték meg Budapesten, a Westend kávéházban, majd a Clarus cukrászda (Rákóczi út 15.) télikertjében.

## Eredmények
| Versenyszám  | Arany                                              | Arany | Ezüst                                                                  | Ezüst | Bronz                                | Bronz |
| ------------ | -------------------------------------------------- | ----- | ---------------------------------------------------------------------- | ----- | ------------------------------------ | ----- |
| Férfi egyéni | Mechlovits Zoltán MTK                              |       | Bellák László Nemzeti SCGlancz Sándor Nemzeti SCMüller Imre Nemzeti SC |       |                                      |       |
| Női egyéni   | Klucsikné Mednyánszky Mária MTK                    |       | Sipos Anna Nemzeti SC                                                  |       | Zádor Ilona MTK                      |       |
| Férfi páros  | Mechlovits Zoltán, dr. Pécsi Dániel MTK            |       | Bellák László, Glancz Sándor Nemzeti SC                                |       | Almásy István, Gyémánt Tibor MTK     |       |
| Vegyes páros | Mechlovits Zoltán, Klucsikné Mednyánszky Mária MTK |       | Szekeres Ferenc, Zádor Ilona MTK                                       |       | Bellák László, Sipos Anna Nemzeti SC |       |